# Gagea angrenica
Gagea angrenica är en liljeväxtart som beskrevs av Igor Germanovich Levichev. Gagea angrenica ingår i Vårlökssläktet och i familjen liljeväxter. Inga underarter finns listade.